# Elección para gobernador de Nuevo León de 2015
La Elección para gobernador de Nuevo Léon de 2015 se realizó el domingo 7 de junio de 2015, para escoger al Gobernador del estado de Nuevo León, en la que por primera vez no solo en el estado de Nuevo León, sino en el país, un candidato Independiente gana como gobernador de un estado. De acuerdo a la constitución del estado de Nuevo León, un gobernador solo es electo para un periodo de 6 años y no puede reelegirse, por lo que el gobernador príista Rodrigo Medina de la Cruz fue elegido para el periodo 2009 - 2015. Después de 12 años en los que el PRI gobernó el Estado, pierde la entidad con el Candidato Independiente.
En este mismo año se eligieron alcaldes de los 51 municipios del Estado, se renovó el Congreso del Estado en los que se eligieron 26 por medio del voto de los ciudadanos y 16 electos bajo un principio de representación proporcional. También se realizaron elecciones federales en las que se eligieron 17 diputados federales, 12 por voto ciudadano y 5 por representación proporcional.
En el caso del PAN se realizaron elecciones internas para elegir candidato a gobernador. En este caso el candidato fue Felipe de Jesús Cantú Rodríguez. En el caso del PRI, el Comité se encargó de la selección del candidato. Para que un candidato independiente participará en la elección , la Comisión Estatal Electoral estableció que para un candidato sea registrado, se necesitaba obtener un total de 103,294 firmas de ciudadanos registrados como electores.
En esta elección se realizó una alianza de partidos políticos encabezada por la candidata príista Ivonne Álvarez, la alianza estaba conformada por el Partido Verde, Partido Demócrata y el PANAL bajo el nombre de Alianza por tu Seguridad.

## Precandidaturas y Elecciones Internas

### Elección Interna del PAN
Antes de iniciar la elección Interna, a mediados del año 2014 empezaron a salir posibles precandidatos a gobernador por el PAN. El 22 de diciembre de 2014 el PAN dio su convocatoria para registrar a los precandidatos a gobernador de Nuevo León. Para participar por la precandidatura, el PAN estableció que se debía tener el 10% de las firmas de los panistas de Nuevo León, es decir, 2.500 firmas.
El 26 de diciembre del 2014, el exalcalde de Monterrey Felipe de Jesús Cantú se registró como precandidato a la gubernatura de Nuevo León en la sede estatal del PAN de Nuevo León.
Ese mismo día la alcaldesa Margarita Arellanes se registró como candidata después de haber pedido licencia para contender por la gubernatura de Nuevo León.   

#### Registrados
• Felipe de Jesús Cantú Rodríguez, exalcalde del municipio de Monterrey 

• Margarita Arellanes, alcaldesa de Monterrey por el periodo 2012 - 2015

#### Posibles
• Mauricio Fernández, exalcalde del municipio de San Pedro Garza García y candidato a gobernador de Nuevo León de 2003 

• Ugo Ruiz, alcalde de San Pedro Garza García por el periodo de 2012 - 2015 

• Fernando Margáin

#### Encuestas
| Fecha           | Encuestadora | Felipe de Jesús Cantú | Margarita Arellanes | Mauricio Fernández | Fernando Margáin |
| --------------- | ------------ | --------------------- | ------------------- | ------------------ | ---------------- |
| mayo/2014       | Hora Cero    | 8.4%                  | 41.1%               | 42.9%              | 7.6%             |
| junio/2014      | SPD Noticias | 24%                   | 42%                 | 33%                | 23%              |
| junio/2014      | SPD Noticias |                       | 41%                 | 40%                |                  |
| junio/2014      | Mitofsky     | 9.6%                  | 38.4%               | 14.6               |                  |
| septiembre/2014 | Bodesc S.C   | 18.2%                 | 66.8%               |                    |                  |
| diciembre/2014  | Hora Cero    | 15.1%                 | 39.7%               | 30.7%              | 8.4%             |

#### Resultados
|  | 55.82 % |

|  | 44.18 % |

|  | 100.00 % |

### Selección de candidato del PRI
En el caso del PRI, varios candidatos se mostraron como posibles, pero solo Ivonne Álvarez fue registrada como precandidata y después como candidata oficial a la gubernatura. Fue seleccionada por el Comité del PRI.

#### Resgitrados
• Ivonne Álvarez, exalcaldesa del municipio de Guadalupe y Senadora por el Estado de Nuevo León.

#### Posibles
• Cristina Díaz, exalcaldesa del municipio de Guadalupe y Senadora plurinominal 

• Marcela Guerra, Senadora de Nuevo León 

• Ildelfonso Guajardo Secretario de Economía de México

#### Encuestas
| Fecha           | Encuestadora | Cristina Díaz | Ivonne Álvarez | Marcela Guerra | Ildelfonso Guajardo |
| --------------- | ------------ | ------------- | -------------- | -------------- | ------------------- |
| mayo/2014       | Hora Cero    | 26.9%         | 19.9%          | 14.2%          | 5.8%                |
| junio/2014      | SPD Noticias | 25%           | 50%            |                |                     |
| junio/2014      | SPD Noticias | 29%           | 10%            | 10%            |                     |
| junio/2014      | Mitofsky     |               | 21%            |                | 2.9%                |
| septiembre/2014 | Bodesc S.C   | 29.7%         | 35.3%          | 12.8           |                     |
| diciembre/2014  | Hora Cero    | 18.2%         | 47%            | 20.1%          |                     |

## Elección General

### Candidatos

#### Candidatos Participantes
•  Felipe de Jesús Cantú Rodríguez 

•  Ivonne Álvarez

•  Jaime Rodríguez Calderón

•  Humberto González Sesma

•  Asael Sepúlveda 

•  Luis Servando Farías

•  Rogelio González Ramírez

•  Jesús María Elizondo 

•  Raúl Guajardo Cantú 

#### Declinaciones
•  Fernando Elizondo Barragán declinó a favor de Jaime Rodríguez Calderón.

### Encuestas Electorales
| Fecha        | Encuestadora                     | Felipe de Jesús Cantú | Ivonne Álvarez | Fernando Elizondo | Jaime Rodríguez |
| ------------ | -------------------------------- | --------------------- | -------------- | ----------------- | --------------- |
| febrero/2015 | SPD Noticias                     | 11%                   | 41%            | 6%                | 27%             |
| febrero/2015 | El Horizonte / Azteca Noreste    | 18%                   | 28%            | 9%                | 8%              |
| febrero/2015 | Hora Cero                        | 22.6%                 | 31.5%          | 6.9%              | 28.5%           |
| febrero/2015 | El Norte                         | 28%                   | 39%            | 4%                | 28%             |
| marzo/2015   | SPD Noticias                     | 17%                   | 48%            | 4%                | 25%             |
| marzo/2015   | El Horizonte / Azteca Noreste    | 19%                   | 30%            | 7%                | 11%             |
| marzo/2015   | Hora Cero                        | 22.3%                 | 32.8%          | 5%                | 29%             |
| marzo/2015   | El Norte                         | 26%                   | 34%            | 2%                | 15%             |
| marzo/2015   | El Financiero - Parametría       | 22%                   | 40%            | 5%                | 27%             |
| marzo/2015   | El Universal                     | 24.3%                 | 48.1%          | -                 | 22.5%           |
| abril/2015   | SPD Noticias                     | 21%                   | 38%            | 2%                | 24%             |
| abril/2015   | El Horizonte / Azteca Noreste    | 21%                   | 33%            | 4%                | 17%             |
| abril/2015   | Hora Cero                        | 19.9%                 | 30.1%          | 4.8%              | 36.4%           |
| abril/2015   | El Norte                         | 24%                   | 33%            | 2%                | 22%             |
| mayo/2015    | El Horizonte / Azteca Noreste    | 24%                   | 34%            | 4%                | 22%             |
| mayo/2015    | El Norte                         | 22%                   | 27%            | 3%                | 29%             |
| mayo/2015    | Arcop                            | 35%                   | 35%            | 1%                | 15%             |
| mayo/2015    | GEA-ISA                          | 33%                   | 38%            | -                 | 15%             |
| mayo/2015    | El Universal                     | 23.5%                 | 40.3%          | 2.1%              | 32.1%           |
| mayo/2015    | El Horizonte / TV Azteca Noreste | 19%                   | 32%            | 3%                | 32%             |
| mayo/2015    | ABC/AGA                          | 18%                   | 30%            | ---               | 28%             |
| mayo/2015    | Covarrubias y Asociados          | 24%                   | 31%            | ---               | 21%             |
| mayo/2015    | El Norte                         | 20%                   | 26%            | ---               | 31%             |
| mayo/2015    | ISA                              | 29%                   | 38%            | ---               | 20%             |
| mayo/2015    | Mitofsky                         | 24%                   | 29%            | ---               | 21%             |
| mayo/2015    | Saba                             | 21%                   | 17%            | ---               | 35%             |
| junio/2015   | El Norte                         | 24%                   | 29%            | ---               | 42%             |
| junio/2015   | El Universal                     | 20.8%                 | 36.9%          | ---               | 39.7%           |
| junio/2015   | Covarrubias y Asociados          | 18.7%                 | 31.1%          | ---               | 26.6%           |
| junio/2015   | De la Riva                       | 27%                   | 36%            | ---               | 23%             |
| junio/2015   | Comunicación Política            | 31%                   | 32%            | ---               | 24%             |
| junio/2015   | El Norte                         | 22%                   | 33%            | ---               | 46%             |
| junio/2015   | El Horizonte                     | 23%                   | 33%            | ---               | 39%             |
| junio/2015   | Parametría                       | 24%                   | 33%            | ---               | 37%             |

### Sondeos y Monitoreos
| Fecha | Encuestadora                         | Felipe de Jesús Cantú | Ivonne Álvarez | Fernando Elizondo | Jaime Rodríguez |
| ----- | ------------------------------------ | --------------------- | -------------- | ----------------- | --------------- |
|       | Votanuevoleon.com (Vía Web)          | 6.8%                  | 4.6%           | 55.3%             | 44 .7%          |
|       | Elecciones Nuevo León 2015 (Vía Web) | 18.8%                 | 36.3%          | ---               | 39.4%           |

### Resultados
|  | 48.824 % |

|  | 23.855 % |

|  | 22.320 % |

|  | 0.772 % |

|  | 0.521 % |

|  | 0.483 % |

|  | 0.364 % |

|  | 0.320 % |

|  | 0.313 % |

|  | 0.076 % |

|  | 2.153 % |

|  | 100.00 % |

### Por municipio

#### Región Norte
En esta región es la única en donde el candidato Panista Felipe de Jesús Cantú ganó 8 municipios.
|  | 34.855 % |

|  | 31.350 % |

|  | 19.973 % |

|  | 11.377 % |

|  | 2.445 % |

|  | 100.00 % |

|  | 67.8 % |

|  | 37.165 % |

|  | 37.052 % |

|  | 23.634 % |

|  | 0.943 % |

|  | 1.206 % |

|  | 100.00 % |

|  | 81.9 % |

|  | 59.766 % |

|  | 28.977 % |

|  | 9.561 % |

|  | 0.439 % |

|  | 1.257 % |

|  | 100.00 % |

|  | 76.5 % |

|  | 37.057 % |

|  | 30.242 % |

|  | 29.833 % |

|  | 1.279 % |

|  | 1.589 % |

|  | 100.00 % |

|  | 67.6 % |

|  | 15.799 % |

|  | 41.244 % |

|  | 22.779 % |

|  | 17.215 % |

|  | 2.157 % |

|  | 100.00 % |

|  | 74.7 % |

|  | 26.543 % |

|  | 25.474 % |

|  | 29.817 % |

|  | 14.478 % |

|  | 3.688 % |

|  | 100.00 % |

|  | 79.9 % |

|  | 40.544 % |

|  | 47.368 % |

|  | 10.417 % |

|  | 0.292 % |

|  | 1.379 % |

|  | 100.00 % |

|  | 72.7 % |

|  | 36.297 % |

|  | 55.939 % |

|  | 5.972 % |

|  | 0.531 % |

|  | 1.261 % |

|  | 100.00 % |

|  | 68.1 % |

|  | 50.398 % |

|  | 31.716 % |

|  | 15.799 % |

|  | 0.188 % |

|  | 1.899 % |

|  | 100.00 % |

|  | 67.5 % |

|  | 28.769 % |

|  | 34.187 % |

|  | 25.487 % |

|  | 6.328 % |

|  | 5.229 % |

|  | 100.00 % |

|  | 67.6 % |

|  | 35.167 % |

|  | 48.270 % |

|  | 11.344 % |

|  | 3.234 % |

|  | 1.985 % |

|  | 100.00 % |

|  | 65.0 % |

|  | 39.070 % |

|  | 39.197 % |

|  | 19.319 % |

|  | 0.660 % |

|  | 1.754 % |

|  | 100.00 % |

|  | 70.8 % |

|  | 53.262 % |

|  | 33.384 % |

|  | 11.358 % |

|  | 0.538 % |

|  | 1.458 % |

|  | 100.00 % |

|  | 73.0 % |

|  | 41.294 % |

|  | 40.697 % |

|  | 16.418 % |

|  | 0.198 % |

|  | 1.393 % |

|  | 100.00 % |

|  | 73.0 % |

|  | 22.584 % |

|  | 51.039 % |

|  | 22.042 % |

|  | 1.173 % |

|  | 3.162 % |

|  | 100.00 % |

|  | 81.7 % |

|  | 51.432 % |

|  | 30.764 % |

|  | 16.235 % |

|  | 0.478 % |

|  | 1.091 % |

|  | 100.00 % |

|  | 82.1 % |

|  | 30.438 % |

|  | 53.000 % |

|  | 12.531 % |

|  | 2.062 % |

|  | 1.969 % |

|  | 100.00 % |

|  | 61.3 % |

#### Región Sur
En los 6 municipios que conforman esta región la candidata Ivonne Álvarez ganó 5 de los 6 municipios, la excepción fue Iturbide en donde ganó el candidato Independiente.
|  | 21.772 % |

|  | 53.484 % |

|  | 19.209 % |

|  | 0.806 % |

|  | 4.729 % |

|  | 100.00 % |

|  | 81.6 % |

|  | 34.208 % |

|  | 52.206 % |

|  | 9.829 % |

|  | 1.037 % |

|  | 2.720 % |

|  | 100.00 % |

|  | 77.8 % |

|  | 16.564 % |

|  | 42.025 % |

|  | 33.157 % |

|  | 1.751 % |

|  | 6.503 % |

|  | 100.00 % |

|  | 67.9 % |

|  | 23.419 % |

|  | 35.706 % |

|  | 36.541 % |

|  | 0.517 % |

|  | 3.817 % |

|  | 100.00 % |

|  | 86.3 % |

|  | 14.206 % |

|  | 40.666 % |

|  | 16.184 % |

|  | 24.554 % |

|  | 4.390 % |

|  | 100.00 % |

|  | 84.7 % |

|  | 35.532 % |

|  | 54.959 % |

|  | 5.441 % |

|  | 0.987 % |

|  | 3.081 % |

|  | 100.00 % |

|  | 72.4 % |

#### Región Citrícola
|  | 29.129 % |

|  | 31.479 % |

|  | 34.556 % |

|  | 3.061 % |

|  | 0.986 % |

|  | 100.00 % |

|  | 58.9 % |

|  | 16.576 % |

|  | 34.396 % |

|  | 43.859 % |

|  | 2.412 % |

|  | 2.757 % |

|  | 100.00 % |

|  | 57.4 % |

|  | 28.810 % |

|  | 27.808 % |

|  | 38.755 % |

|  | 1.301 % |

|  | 3.326 % |

|  | 100.00 % |

|  | 59.3 % |

|  | 31.623 % |

|  | 41.065 % |

|  | 24.398 % |

|  | 0.795 % |

|  | 2.119 % |

|  | 100.00 % |

|  | 70.7 % |

|  | 28.221 % |

|  | 38.075 % |

|  | 24.659 % |

|  | 4.952 % |

|  | 4.093 % |

|  | 100.00 % |

|  | 62.9 % |

|  | 42.375 % |

|  | 42.410 % |

|  | 13.331 % |

|  | 0.498 % |

|  | 1.386 % |

|  | 100.00 % |

|  | 89.5 % |

#### Región Periférica
|  | 11.781 % |

|  | 35.174 % |

|  | 33.978 % |

|  | 17.416 % |

|  | 1.651 % |

|  | 100.00 % |

|  | 79.5 % |

|  | 21.882 % |

|  | 27.516 % |

|  | 40.876 % |

|  | 7.308 % |

|  | 2.418 % |

|  | 100.00 % |

|  | 57.0 % |

|  | 17.591 % |

|  | 30.613 % |

|  | 40.876 % |

|  | 7.913 % |

|  | 3.007 % |

|  | 100.00 % |

|  | 53.0 % |

|  | 26.428 % |

|  | 30.800 % |

|  | 29.210 % |

|  | 9,389 % |

|  | 4.173 % |

|  | 100.00 % |

|  | 66.6 % |

|  | 23.796 % |

|  | 27.438 % |

|  | 44.383 % |

|  | 2.650 % |

|  | 1.733 % |

|  | 100.00 % |

|  | 50.7 % |

|  | 34.833 % |

|  | 37.354 % |

|  | 23.672 % |

|  | 2.431 % |

|  | 1.710 % |

|  | 100.00 % |

|  | 82.9 % |

|  | 29.046 % |

|  | 37.971 % |

|  | 27.248 % |

|  | 4.038 % |

|  | 1.697 % |

|  | 100.00 % |

|  | 67.1 % |

|  | 8.917 % |

|  | 50.557 % |

|  | 33.781 % |

|  | 3.516 % |

|  | 3.229 % |

|  | 100.00 % |

|  | 67.1 % |

|  | 15.330 % |

|  | 48.006 % |

|  | 31.509 % |

|  | 2.760 % |

|  | 2.395 % |

|  | 100.00 % |

|  | 57.4 % |

|  | 20.316 % |

|  | 26.807 % |

|  | 40.014 % |

|  | 10.205 % |

|  | 2.658 % |

|  | 100.00 % |

|  | 68.9 % |

#### Área Metropolitana de Monterrey
En el Área Metropolitana de Monterrey el candidato independiente ganó los 11 de los 12 municipios de esta Zona, a excepción de Salinas Victoria. Los 11 municipios que ganó fue lo que le dio ventaja para ganar la elección. Los 12 municipios de la Zona Metropolitana de Monterrey tiene un total alrededor de 3,107,818 electores que equivale un poco más del 80% de la lista nominal total del Estado. De los 11 municipios que ganó, en 8 municipios ganó más del 50% de los votos.  
|  | 21.275 % |

|  | 22.127 % |

|  | 51.281 % |

|  | 3.061 % |

|  | 2.256 % |

|  | 100.00 % |

|  | 60.1 % |

|  | 21.210 % |

|  | 23.225 % |

|  | 51.322 % |

|  | 2.288 % |

|  | 1.955 % |

|  | 100.00 % |

|  | 59.0 % |

|  | 19.481 % |

|  | 21.919 % |

|  | 54.753 % |

|  | 2.267 % |

|  | 1.580 % |

|  | 100.00 % |

|  | 54.1 % |

|  | 30.130 % |

|  | 14.976 % |

|  | 50.635 % |

|  | 2.386 % |

|  | 1.873 % |

|  | 100.00 % |

|  | 62.4 % |

|  | 23.106 % |

|  | 11.420 % |

|  | 60.651 % |

|  | 3.329 % |

|  | 1.494 % |

|  | 100.00 % |

|  | 65.0 % |

|  | 16.406 % |

|  | 25.170 % |

|  | 53.945 % |

|  | 2.659 % |

|  | 1.820 % |

|  | 100.00 % |

|  | 51.0 % |

|  | 10.917 % |

|  | 23.936 % |

|  | 60.704 % |

|  | 2.820 % |

|  | 1.623 % |

|  | 100.00 % |

|  | 55.5 % |

|  | 23.763 % |

|  | 16.942 % |

|  | 55.255 % |

|  | 2.077 % |

|  | 1.963 % |

|  | 100.00 % |

|  | 56.3 % |

|  | 17.162 % |

|  | 29.078 % |

|  | 47.235 % |

|  | 4.004 % |

|  | 2.521 % |

|  | 100.00 % |

|  | 50.8 % |

|  | 26.433 % |

|  | 27.543 % |

|  | 39.311 % |

|  | 4.689 % |

|  | 2.024 % |

|  | 100.00 % |

|  | 62.5 % |

|  | 20.607 % |

|  | 34.164 % |

|  | 39.884 % |

|  | 2.982 % |

|  | 2.363 % |

|  | 100.00 % |

|  | 55.4 % |

|  | 26.105 % |

|  | 34.185 % |

|  | 27.613 % |

|  | 9.116 % |

|  | 2.981 % |

|  | 100.00 % |

|  | 58.0 % |